# Sport dans le cinéma
 (mai 2023).
Le sport dans le cinéma est un genre qui apparait dès les débuts de l'histoire du cinéma. Les films américains Leonard-Cushing Fight (Combat Leonard-Cushing) et Corbett and Courtney Before the Kinetograph, réalisés tous deux en 1894 par William Kennedy Laurie Dickson sont les premiers films consacrés à un sport (en l'occurrence la boxe anglaise). Depuis le cinéma s'est consacré à plusieurs sports soit dans des cadres fictifs ou en relatant les carrières de sportifs réels (hormis la boxe, le football, la course automobile et le Baseball sont les disciplines les plus souvent traitées). Le genre fait l'objet de festivals dont le plus notoire est le festival "Sport Movies & TV" de Milan.

## Festival et récompenses
Le plus important festival consacré aux films sportifs est le festival "Sport Movies & TV" de la Fédération Internationale Cinema Television Sportifs qui se tient chaque année à Milan (Italie). La 24e édition se tient en 2006.
En matière de récompenses, citons Les Chariots de feu (4 oscars), Million Dollar Baby (4 oscars), Grand Prix (3 oscars), Rocky (3 oscars), Raging Bull (2 oscars), L'Arnaqueur (2 oscars), Sang et Or (1 oscar), Vainqueur du destin (1 oscar), Le ciel peut attendre (1 oscar), Le Champion (1 oscar) et Coup de tête (1 César) notamment.

## Fiction et réalité
Les scénarios puisent souvent dans la réalité, ainsi, quelques films font office de biographie. On citera Le Chevalier du stade basé sur la vie de Jim Thorpe, La Couleur du baseball (Jackie Robinson), Édith et Marcel (Marcel Cerdan) ou Les Chariots de feu qui s'appuient sur certains membres de la délégation britannique d'athlétisme pour les Jeux olympiques d'été de 1924 à Paris.
Les scénaristes inventent aussi des sportifs et des clubs fictifs. Côté sportifs, signalons le joueur de baseball Roy Hobbs (Robert Redford) dans Le Meilleur, le footballeur François Perrin (Patrick Dewaere) dans Coup de tête, le cycliste Ghislain Lambert (Benoît Poelvoorde) dans Le Vélo de Ghislain Lambert ou le boxeur Rocky Balboa (Sylvester Stallone) dans la série des Rocky. Côté clubs, Roy Hobbs évolue aux New York Knights, François Perrin au FC Trincamp et Ghislain Lambert chez Epedex, notamment.
Les scénaristes inventent même des sports : Rollerball, Dodgeball et BASEketball par exemple.
Des scènes sportives figurent également dans des films non sportifs. On citera pour l'exemple le match de football américain de MASH ou celui de football du Petit Monde de don Camillo.

## Exemples de films où le sport est à la base du scénario

### Alpinisme,skiet autressports d'hiver
- 1921 : Die Geierwally
- 1925 : La Traversée du Grépon
- 1929 : L'Enfer blanc du Piz Palü (Die weiße Hölle vom Piz Palü) d'Arnold Fanck et Georg Wilhelm Pabst
- 1932 : La Lumière bleue de Leni Riefenstahl et Béla Balázs (non crédité)
- 1938 : 
  - Der Berg ruft
  - Happy Landing (patinage artistique)
- 1942 : À l'assaut des aiguilles du Diable
- 1958 : Les Étoiles de midi
- 1975 : 
  - La Mort d'un guide
  - The Eiger's Sanction
- 1982 : Cinq jours, ce printemps-là
- 1993 : 
  - Cliffhanger
  - Rasta Rockett (Cool Runnings) (bobsleigh)
- 1998 : Everest
- 2000 : Vertical Limit
- 2003 : Touching the Void
- 2005 : First Descent (snowboard)
- 2007 : Les Rois du patin (Blades of Glory) (patinage artistique)
- 2008 : Duel au sommet
- 2015 : Everest
- 2016 : Eddie the Eagle
- 2017 : Tout là-haut (snowboard)

### Athlétisme
- 1951 : Le Chevalier du stade (Jim Thorpe: All-American)
- 1980 : Le Vainqueur (Running)
- 1981 : Les Chariots de feu (Chariots of Fire)
- 1997 : Prefontaine
- 1998 : Without Limits
- 2004 : Ralph
- 2016 : Free to Run

### Automobile
- 1913 : Mabel aux courses (The Speed Kings)
- 1936 : Speed
- 1949 : Le Grand Départ (The Big Wheel)
- 1953 : Roar of the Crowd
- 1965 : Ligne rouge 7000 (Red Line 7000)
- 1966 : Grand Prix
- 1969 : Gonflés à bloc
- 1969 : Virages (Winning)
- 1971 : Le Mans
- 1990 : Jours de tonnerre (Days of Thunder)
- 2000 : Driven
- 2003 : Michel Vaillant
- 2006 : Talladega Nights
- 2006 : Cars (animation)
- 2013 : Rush
- 2016 : Veloce come il vento
- 2019 : Le Mans 66
- 2023 : Ferrari
- 2023 : Gran Turismo
- 2025 : F1

### Baseball
- 1927 : Babe Comes Home
- 1935 : Alibi Ike

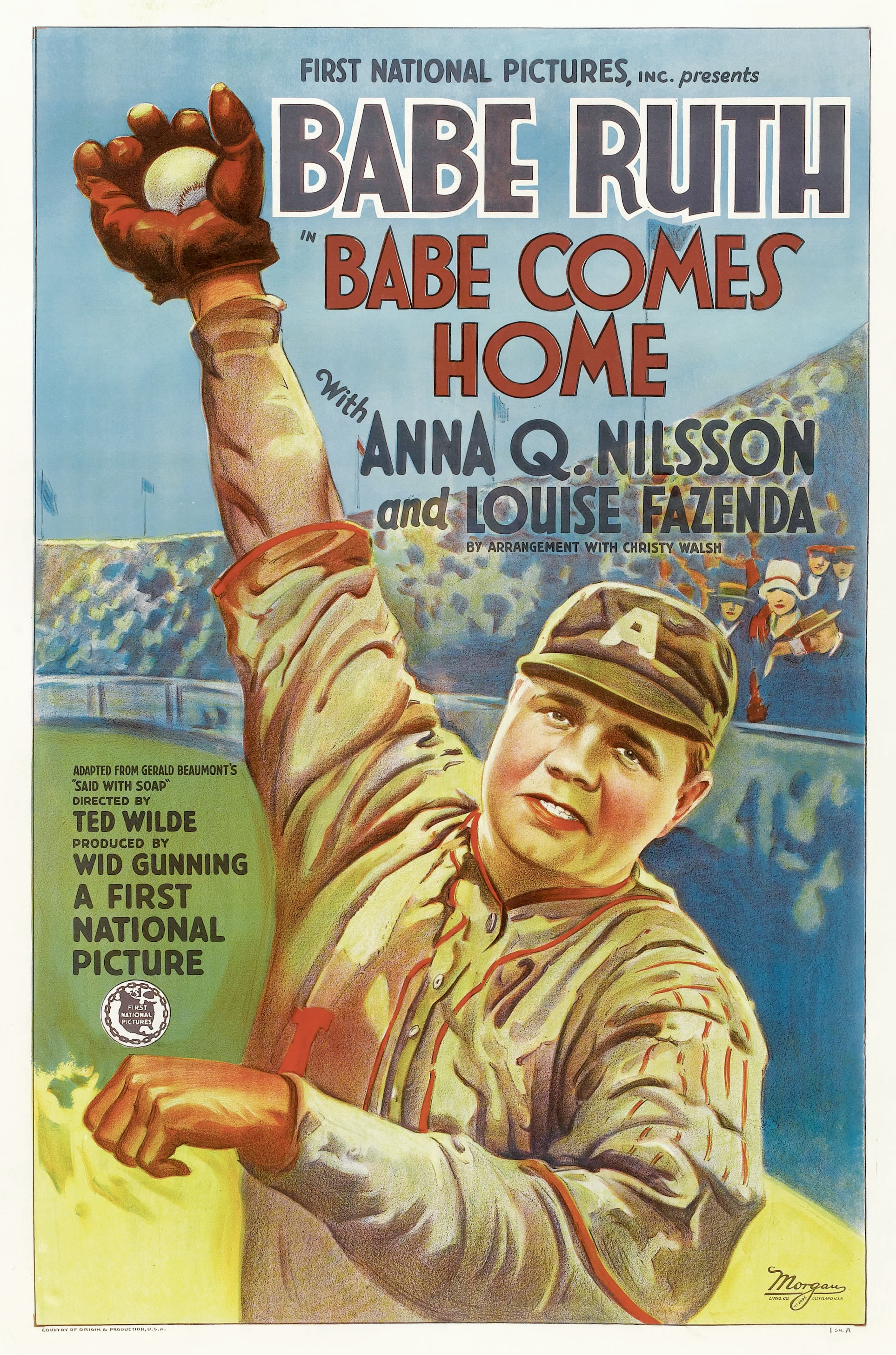
Affiche du film Babe Comes Home (1927)

- 1942 : Vainqueur du destin (The Pride of the Yankees)
- 1948 : The Babe Ruth Story
- 1949 : 
  - Take Me Out to the Ball Game
  - The Stratton Story
  - Faux Jeu (It happens every spring)
- 1950 : The Jackie Robinson Story
- 1951 : Angels in the Outfield
- 1952 : The Winning Team
- 1958 : Cette satanée Lola (Damn Yankees!)
- 1960 : Los Pequenos Gigantes
- 1973 : Le Dernier Match (Bang the Drum Slowly)
- 1976 : La Chouette Équipe (The Bad News Bears)
- 1984 : Le Meilleur (The Natural)
- 1988 : 
  - Eight Men Out
  - Duo à trois (Bull Durham)
- 1989 : 
  - Jusqu'au bout du rêve (Field of Dreams)
  - Les Indians (Major League)
- 1992 : 
  - Une équipe hors du commun (A League of Their Own)
  - The Babe
  - Mr. Baseball
- 1993 : Le Gang des champions (The Sandlot)
- 1994 : 
  - Les Indians II (Major League II)
  - La Révélation (The Scout)
  - Cobb
- 1996 : 
  - Le Fan (The Fan)
  - La Couleur du baseball (Soul of the Game)
- 1998 : Les Indians III (Major League III)
- 1999 : Pour l'amour du jeu (For Love of the Game)
- 2001 : 
  - Hardball
  - 61* (film TV)
  - Hot Summer (Summer Catch)
- 2002 : Rêve de champion (The Rookie)
- 2005 : Terrain d'entente (Fever Pitch)
- 2006 : 
  - Everyone's Hero
  - La Revanche des losers (The Benchwarmers)
- 2007 : American Pastime
- 2011 : Le Stratège (Moneyball)
- 2012 : Une nouvelle chance (Trouble with the curve)
- 2013 : 42

### Basket-ball
- 1986 : Le Grand défi (Hoosiers)
- 1992 : Les blancs ne savent pas sauter (White Men Can't Jump)
- 1994 : 
  - Hoop Dreams
  - Blue Chips
- 1996 : 
  - Space Jam
  - À la gloire des Celtics (Celtics Pride)
- 1997 : The Sixth Man (en)
- 1998 : He Got Game
- 2002 : 
  - A Season on the Brink
  - Like Mike
- 2005 : 
  - Coach Carter
  - The Year of the Yao
  - Basket Academy (Rebound)
- 2006 : Glory Road (Les chemins du triomphe)
- 2007 : Home of the Giants
- 2022 : Rise : la véritable histoire des Antetokounmpo
- 2023 : Les Blancs ne savent pas sauter

### Boxe
- 1913 : Le Roman de Carpentier
- 1915 : Charlot boxeur
- 1931 : Le Champion (The Champ)
- 1933 : Un soir de rafle
- 1937 : The Duke comes back
- 1942 : Gentleman Jim
- 1947 : Sang et or (Body and Soul)
- 1949 : 
  - Le Champion (Champion)
  - Nous avons gagné ce soir (The set up)
- 1956 : 
  - Plus dure sera la chute (The Harder They Fall)
  - Marqué par la haine (Somebody Up There Likes Me)
- 1962 : 
  - Un cœur gros comme ça
  - Requiem pour un champion (Requiem for a Heavyweight)
- 1972 : La Dernière Chance
- 1976 : Rocky
- 1979 : 
  - Le Champion (The Champ)
  - Rocky 2
- 1980 : Raging Bull
- 1982 : Rocky 3
- 1983 : Édith et Marcel
- 1985 : Rocky 4
- 1988 : Homeboy
- 1990 : Rocky 5
- 1996 : When We Were Kings
- 2001 : Ali
- 2002 : Un seul deviendra invincible
- 2004 : 
  - Million Dollar Baby
  - Casablanca Driver
- 2005 : De l'ombre à la lumière (Cinderella Man)
- 2006 : Rocky Balboa
- 2007 : Resurrecting the Champ
- 2010 : Fighter ou Le coup de grâce (VQ) (The Fighter)
- 2015 : 
  - La Rage au ventre (Southpaw) d'Antoine Fuqua
  - Creed : L'Héritage de Rocky Balboa (Creed) de Ryan Coogler
- 2021 : Le Survivant de Barry Levinson
- 2023 : Big George Foreman de George Tillman Jr.
- 2024 : The Cut de Sean Ellis

### Cyclisme
- 1925 : Le Roi de la pédale
- 1931 : Hardi les gars !
- 1932 : Rivaux de la piste
- 1933 : Prince des Six Jours
- 1939 : Pour le maillot jaune
- 1948 : Cinq tulipes rouges
- 1968 : Les Cracks
- 1974 : La Course en tête
- 1985 : Le Prix de l'exploit (American Flyers)
- 2001 : Le Vélo de Ghislain Lambert
- 2013 : La Grande Boucle
- 2014 : La Petite Reine
- 2015 : The Program

### Echecs
- 1925 : La Fièvre des échecs
- 1954 : Le Septième Sceau
- 1984 : La Diagonale du fou
- 1992 : Face à face
- 1993 : À la recherche de Bobby Fischer
- 1994 : 
  - Fresh
  - La partie d'echecs
- 2000 : La Défense Loujine
- 2009 : 
  - 5150, rue des Ormes
  - Joueuse
- 2010 : Ivory Tower
- 2012 : Algorithmes
- 2013 : Computer Chess
- 2014 : 
  - La Reine des jeux
  - Variant Polgar
  - Le Prodige
- 2015 : Le Tournoi
- 2016 : 
  - La Dame de Katwe
  - Magnus
- 2019 : 
  - Fahim
  - The Coldest Game
- 2020 : Critical Thinking

### Football américain
- 1925 : Vive le sport ! (The Freshman)
- 1926 : One Minute to Play
- 1932 : Plumes de cheval (Horse Feathers)
- 1933 : College Coach
- 1934 : College Rhythm
- 1951 : Le Chevalier du stade (Jim Thorpe: All-American)
- 1968 : Paper Lion
- 1971 : Brian's Song (film TV)
- 1973 : Legend in granite
- 1974 : Plein la gueule (The Longest Yard)
- 1978 : Le ciel peut attendre (Heaven Can Wait)
- 1979 : Le Dernier Majeur (North Dallas Forty)
- 1983 : L'Esprit d'équipe (All the Right Moves)
- 1986 : Femme de choc (Wildcats)
- 1991 : 
  - Le Dernier Samaritain (The Last Boy Scout)
  - L'Équipe des casse-gueules (Necessary roughness)
- 1993 : 
  - Rudy
  - Le Programme (The Program)
- 1994 : Les Petits Géants (Little Giants)
- 1996 : Jerry Maguire
- 1999 : 
  - Waterboy (The Waterboy)
  - L'Enfer du dimanche (Any Given Sunday)
  - Varsity Blues
- 2000 : 
  - Le Plus Beau des combats (Remember The Titans)
  - Les Remplaçants (The Replacements)
- 2002 : The Junction Boys
- 2003 : Radio
- 2004 : Friday Night Lights
- 2005 : 
  - Two for the Money
  - Mi-temps au mitard (The Longest Yard)
- 2006 : 
  - Invincible
  - Rédemption (Gridiron Gang)
  - We Are Marshall
- 2007 : 
  - The Comebacks
  - Maxi papa (The Game Plan)
  - Jeux de dupes (Leatherheads)
- 2012 : Touchback
- 2014 : Le Pari (Draft Day)
- 2015 : Seul contre tous (Concussion)

### Golf
- 1951 : À l'assaut de la gloire
- 1980 : Le Golf en folie (Caddyshack)
- 1988 : Le Golf en folie 2 (Caddyshack II)
- 1996 : Tin Cup
- 1996 : Happy Gilmore
- 2000 : La Légende de Bagger Vance (The Legend of Bagger Vance)
- 2004 : Bobby Jones, naissance d'une légende (Bobby Jones: Stroke of Genius)
- 2005 : The Greatest Game Ever Played
- 2025 : Happy Gilmore 2

### Hippisme
- 1944 : Le Grand National (National Velvet)
- 1962 : Le Gentleman d'Epsom
- 1978 : International Velvet
- 1983 : Phar Lap
- 1984 : Champions
- 2003 : Pur Sang, la légende de Seabiscuit (Seabiscuit)
- 2007 : Ruffian (film TV)
- 2013 : Jappeloup

### Hockey sur glace
- 1977 : La Castagne (Slap Shot)
- 1986 : Youngblood
- 1992 : 
  - Les Petits Champions (The Mighty Ducks)
  - Le Feu sur la glace (The Cutting Edge)
- 1994 : Les Petits champions 2 (The Mighty Ducks 2)
- 1995 : Mort subite (Sudden Death)
- 1996 : Les Petits champions 3 (The Mighty Ducks 3)
- 1997 : Les Boys
- 1998 : Les Boys 2
- 1999 : Mystery, Alaska
- 2001 : Les Boys 3
- 2004 : Miracle
- 2005 : 
  - Les Boys 4
  - Maurice Richard
- 2012 : Fight games (Goon)

### Lutte
- 1974 : The Wrestler
- 1985 : Vision Quest
- 1987 : Body Slam
- 1999 : Beyond the Mat
- 2000 : Ready to Rumble
- 2014 : Foxcatcher

### Pole sitting
- 2004 : Tid Til Forandring de Lotte Svendsen
- 2006 : Le Champion du siècle (Sportman van de Eeuw) de Mischa Alexander

### Rugby
- 1963 : Le Prix d'un homme (rugby à XIII) (This Sporting Life)
- 1964 : Allez France ! (rugby à XV)
- 2007 : 
  - The Final Winter (rugby à XIII)
  - Forever Strong (rugby à XV)
- 2010 : Invictus (rugby à XV)

### Tennis
- 1951 : Jeu, set et match (Hard, Fast and Beautiful)
- 1995 : The Break
- 2004 : La Plus Belle Victoire (Wimbledon)
- 2005 : Match Point
- 2008 : Élève libre
- 2013 : Gary, le coach à 2 balles !
- 2017 : 
  - Borg vs. McEnroe
  - La Bataille des sexes
- 2020 : Cinquième Set
- 2023 : Challengers de Luca Guadagnino

### Sports fictifs
- 1975 : Rollerball
- 1998 : Baseketball
- 2002 : Rollerball (remake)

### Divers
- 1932 : Folies olympiques (Jeux olympiques d'été de 1932)
- 1933 : Der Läufer von Marathon (Jeux olympiques d'été de 1932)
- 1936 : Les Dieux du stade (Jeux olympiques d'été de 1936) (Olympia)
- 1943 : Sanshiro Sugata (judo)
- 1952 : La Première Sirène (natation synchronisée) (The Million Dollars Mermaid)
- 1961 : L'Arnaqueur (billard) (The Hustler)
- 1967 : Das Mädchen auf dem Brett (natation)
- 1969 : La Descente infernale (ski alpin) (Downhill racer)
- 1972 : Les Fous du stade (omnisports)
- 1978 : Graffiti Party (surf) (Big Wednesday)
- 1980 : The Club (football australien)
- 1984 : Karaté Kid (The Karate Kid) (karaté)
- 1986 : 
  - La Couleur de l'argent (billard) (The Color of Money)
  - La Race des champions (aviron) (The Boy in Blue)
  - Karaté Kid II (karaté)
- 1987 : Over the Top : Le Bras de fer (Over the Top)
- 1988 : Le Grand Bleu (Plongée en apnée)
- 1989 : Karaté Kid 3 (The Karate Kid, Part III) (karaté)
- 1991 : Par l'épée (escrime)
- 1994 : 8 Seconds (rodéo)
- 1995 : True Blue (aviron)
- 2000 : 
  - The Skulls : société secrète (aviron) (The Skulls)
  - Satreelex, the Iron Ladies (volley-ball)
- 2001 : 
  - Lagaan (cricket)
  - Stickmen (billard)
- 2002 : 
  - Swimfan, la fille de la piscine (natation) (Swimfan)
  - Ping Pong (tennis de table)
  - Blue Crush (surf)
  - Quatre gars et un balai (curling) (Men with Brooms)
  - Australian Rules (football australien)
- 2003 : Swimming Upstream (natation)
- 2004 : Dodgeball ! Même pas mal ! (dodgeball)
- 2005 : 
  - Watermarks (natation)
  - Fair play (omnisports)
- 2007 : Balles de feu (tennis de table) (Balls of Fury)
- 2016 : La Couleur de la victoire (Jeux olympiques d'été de 1936)